# Sebastián Martínez y Pérez
 (février 2015).
Si vous disposez d'ouvrages ou d'articles de référence ou si vous connaissez des sites web de qualité traitant du thème abordé ici, merci de compléter l'article en donnant les références utiles à sa vérifiabilité et en les liant à la section « Notes et références ».
Sebastián Martínez y Pérez, né le 25 novembre 1747 à Treguajantes (es), dans la comarque de Camero Viejo (La Rioja, Espagne) et mort le 24 novembre 1800  à Murcie, est un homme politique et commerçant espagnol. Membre des Lumières de l'Espagne, il est également connu comme collectionneur de livres, gravures et peintures, et pour être un proche Francisco de Goya.

## Biographie
Né dans la province riojana, il s'établit à Cadix en 1771, où il devient le trésorier du comité de finances de la ville. Dans cette ville portuaire prospère du XVIIIe siècle, il maintient de nombreuses relations commerciales avec l'Angleterre, fonde la société de vins de Xérès Martínez y Cía. qui inaugure l'exportation de vins andalous au Royaume-Uni.
Expert en économie et finances, il est nommé en 1791 trésorier principal du royaume, ce qui l'oblige à s'établir à Madrid. Il y devient ami avec le peintre Francisco de Goya. Celui-ci lui fait un portrait en 1792 avec la dédicace « A Don Sebastián Martínez par son ami Goya. 1792 ». On le voit vêtu à la mode, avec une veste rayée. Goya a passé, à partir de janvier 1793, six mois dans la maison de Cadix de Martínez, pour se remettre de la grave maladie qui le rend sourd. Sebastián Martínez s'occupe de lui et lui fournit le meilleur traitement médical possible. Reconnaissant, Goya intercède en sa faveur en 1796 pour qu'il soit nommé académicien d'honneur de l'Académie royale des beaux-arts de San Fernando.
En 1799, Sebastián Martínez repart à Madrid pour être nommé Trésorier général et Conseiller du roi, formant ainsi partie du Conseil royal de l'économie publique (« Hacienda pública »).
Il prend sa retraite vers mi-1800 et meurt peu de temps après, dans son domicile de Murcie.

## Ses collections
Il est connu pour avoir possédé une importante bibliothèque et pinacothèque. Parmi les œuvres littéraires qu'hébergeait sa bibliothèque, les plus remarquables concernaient des livres d'esthétique et de beaux-arts, des traités d'Anton Raphael Mengs, Ludovico Antonio Muratori ou Pedro Rodríguez de Campomanes. Elle comptait plus de mille exemplaires de thématiques diverses.
En plus de sa collection d'œuvres relatives aux Lumières espagnoles (il possédait notamment des ouvrages de Benito Jerónimo Feijoo et de Gaspar Melchor de Jovellanos), il conservait de nombreux livres en français, parmi lesquels des Boileau, Condillac, Descamps, Bosse, ou des abbés Dubois et Batteux ; de livres en italien, dont Baldinucci, Bellori, Lomazzo, Milizia et Vasari, avec des ouvrages tels que Storia dell Arti del disegno preso gli antichi (1783-1794) de Johann Joachim Winckelmann et Le Arti de Bologna (1646) d'Annibale Carracci.
Il possédait en plus une importante collection de gravure et d'estampes du baroque, notamment de Piranesi et de Hogarth.
Il posséda jusqu'à 743 tableaux de divers genres, époques et provenances ; il s'agissait de la plus importante collection privée de l'époque en Europe[réf. nécessaire]. Il y avait des peintures flamandes, des peintures de paysage et quelques tableaux de Vélasquez et Murillo. Il est possible que Goya ait connu les dessins de John Flaxman dont il a fait des copies, ou encore qu'il ait été informé des courants du Sturm und Drang ; son séjour chez Sebastián Martínez y Pérez a eu un impact sur son style, plus affirmé et consolidé dès le début de la partie de sa carrière qui fait suite à cette période.